# Volker Haidt
Volker Haidt (* 29. November 1958 in Krauthausen (Düren); † 9. Februar 2017) war ein deutscher Musiker und Radiomoderator. Unter seinem Künstlernamen Florian Haidt hatte er in den frühen 1980er Jahren Erfolg als Schlagersänger.

## Biografie
Bereits mit 18 Jahren wurde Haidt Berufsmusiker und agierte in diversen Band als Sänger und Gitarrist. Seine Solo-Karriere begann 1982 als Florian Haidt. Die erste Single, Rote Rosen, rote Lippen, roter Wein, wurde sein größter Hit. Das Original des Liedes stammt von René Carol aus dem Jahr 1952. Haidts Version stieg im Januar 1983 in die deutschen Singlecharts ein und erreichte dort Platz 42. Daraus resultierte eine Einladung zur ZDF-Hitparade.
Im gleichen Jahr veröffentlichte Haidt als Mitglied der Gruppe The Raiders die Single Kiddy Kiddy, Kiss Me, eine Coverversion des 1964er Hits von Rita Pavone und Paul Anka. Bis 1984 erschienen noch einige Solo-Singles, von denen keine eine Chartplatzierung erreichte. Lediglich die Lieder Zaubermelodie, Ich will, wenn ich wüsste, dass ich darf, das eine Coverversion von Nik Kershaws Hit I Won’t Let the Sun Go Down on Me ist, und Champagner oder Selters
konnten sich für die ZDF-Hitparade qualifizieren.
Seit 1983 arbeitete Haidt als Moderator im Radio, zunächst bei Radio Luxemburg und dann bei Welle Nord in Kiel. Von dort wechselte er zu RSH und moderierte dort bis 1992 unter seinem eigentlichen Namen. Für den Kieler Radiosender präsentierte er u. a. 1991 und 1992 die RSH-Gold-Verleihung. Ab 1993 war er am Aufbau des Radiosenders delta radio beteiligt und für den Saarländischen Rundfunk und Radio SAW tätig, bis er sich Mitte 1996 vollends für Radio SAW in Sachsen-Anhalt entschied. Dort moderierte er zusammen mit Klaus Vorbrodt die Morgensendung Muckefuck, später mit Holger Tapper und anderen. Er starb am 9. Februar 2017 nach kurzer schwerer Krebserkrankung.
Im Jahr 2003 wurde Volker Haidt zusammen mit Holger Tapper in der Kategorie „Doppelmoderation“ mit dem RADIOJournal Rundfunkpreis ausgezeichnet. Für die Art seiner Moderation der Sendung radio SAW Muckefuck erhielt er 2011 den Deutschen Radiopreis in der Kategorie Bester Moderator.

## Diskografie (Singles)
als Florian Haidt
- 1982: Rote Rosen, rote Lippen, roter Wein
- 1983: Das tu’ ich so gerne für dich
- 1984: Zaubermelodie
- 1984: Ich will, wenn ich wüsste, dass ich darf
- 1984: Champagner oder Selters

mit The Raiders
- 1983: Kiddy, Kiddy Kiss Me